# Astrid Sonne
Astrid Sonne (født 1994) er en dansk singer-songwriter og bratsch-spiller. Hun har udgivet musik siden 2018, og er baseret i London. Sonne er blevet beskrevet som en eksperimentel musiker, og har nævnt minimalistisk musik som en inspiration.

## Diskografi

### Album
- Human Lines (2018)
- Outside Of Your Lifetime (2021)
- Great Doubt (2024)

### EP
- Cliodynamics (2019)
- Ephemeral Camera Feed (2022)